# Francesca Neri

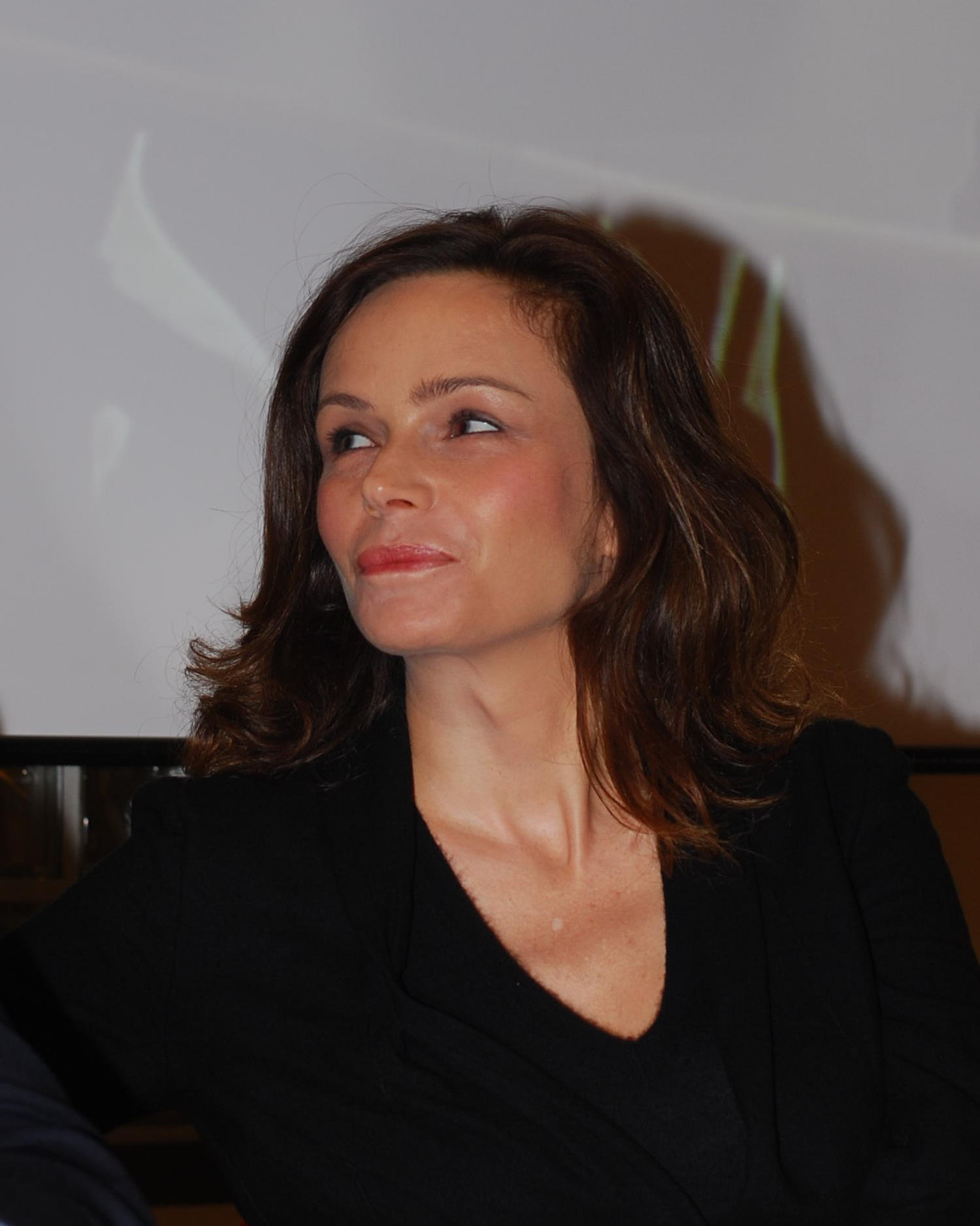
Francesca Neri

Francesca Neri (* 10. Februar 1964 in Trient, Italien) ist eine italienische Schauspielerin und Produzentin. Sie ist nicht, auch wenn das gelegentlich behauptet wird, die Tochter der Schauspielerin Rosalba Neri.
Ihr Filmdebüt gab sie 1987 in Der große Blek als Laura. 1997 spielte sie neben Penélope Cruz in Live Flesh – Mit Haut und Haar die Rolle der Elena. Neri hat einen Sohn, Rocco, mit dem Schauspieler Claudio Amendola. 2002 war sie Mitglied der Jury beim Venedig Film Festival. Sie produzierte 2005 den Film Melissa P. mit María Valverde.

## Filmografie (Auswahl)
- 1987: Der große Blek (Il Grande Blek)
- 1988: Una Donna spezzata
- 1989: Bankomatt
- 1989: Gino & Elvira – Alte Liebe rostet nicht (Buon Natale … Buon anno)
- 1990: Briganti
- 1990: Lulu – Die Geschichte einer Frau (Las edades de Lulú)
- 1990: Captain America
- 1991: Pensavo fosse amore invece era un calesse
- 1992: Al lupo, al lupo
- 1992: La Última frontera
- 1992: Sabato italiano
- 1992: Das Ende der Unschuld (La corsa dell'innocente)
- 1993: ¡Dispara!
- 1993: Sud
- 1995: Ivo il tardivo
- 1995: Il Cielo è sempre più blu
- 1996: La Mia generazione
- 1997: Le Mani forti
- 1997: Live Flesh – Mit Haut und Haar (Carne trémula)
- 1998: Matrimoni
- 1999: Il Dolce rumore della vita
- 2000: Io amo Andrea
- 2001: Hannibal
- 2002: Collateral Damage – Zeit der Vergeltung (Collateral Damage)
- 2002: Ginostra
- 2003: Per sempre
- 2003: La Felicità non costa niente
- 2004: Il Siero della vanità
- 2005: La Signora delle camelie (Fernsehfilm)
- 2005: Melissa P. – Mit geschlossenen Augen (Melissa P.)
- 2007: La Cena per farli conoscere
- 2008: Il papà di Giovanna
- 2010: Una sconfinata giovinezza
- 2012: Una famiglia perfetta
- 2014: Il ricco, il povero e il maggiordomo
- 2015: La nostra quarantena
- 2015: Senza fiato
- 2016: The Habit of Beauty

## Auszeichnungen
- 1998: Nastro d’Argento als beste Schauspielerin für Live Flesh – Mit Haut und Haar
- 1992: Nastro d’Argento als beste Schauspielerin für Pensavo fosse amore invece era un calesse